# Hraziuka
Hraziuka (biał. Гразіўка; ros. Грязивка, Griaziwka) – wieś na Białorusi, w obwodzie witebskim, w rejonie orszańskim, w sielsowiecie Krapiuna.